# Paul Kalkbrenner

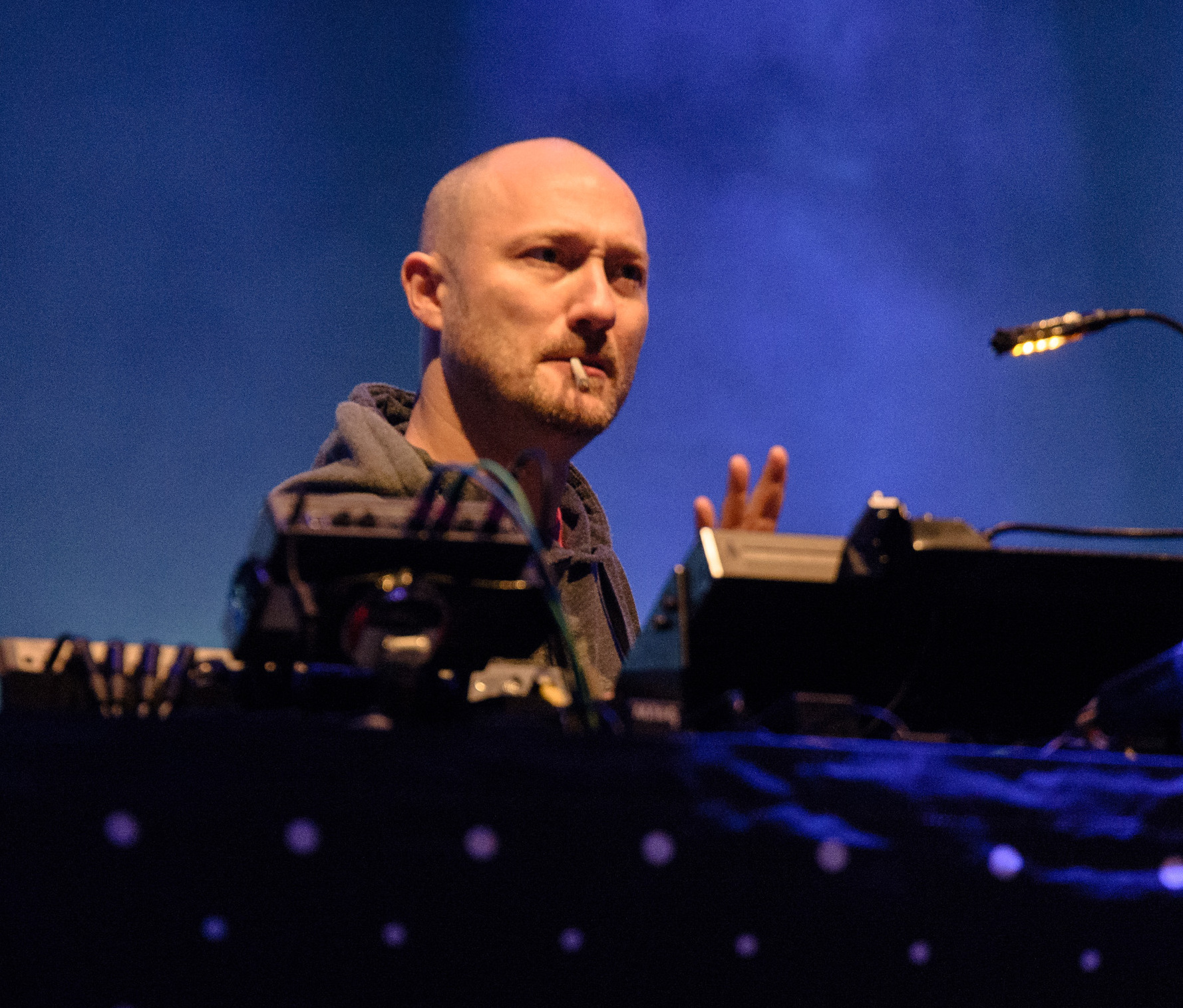
Paul Kalkbrenner (2016)

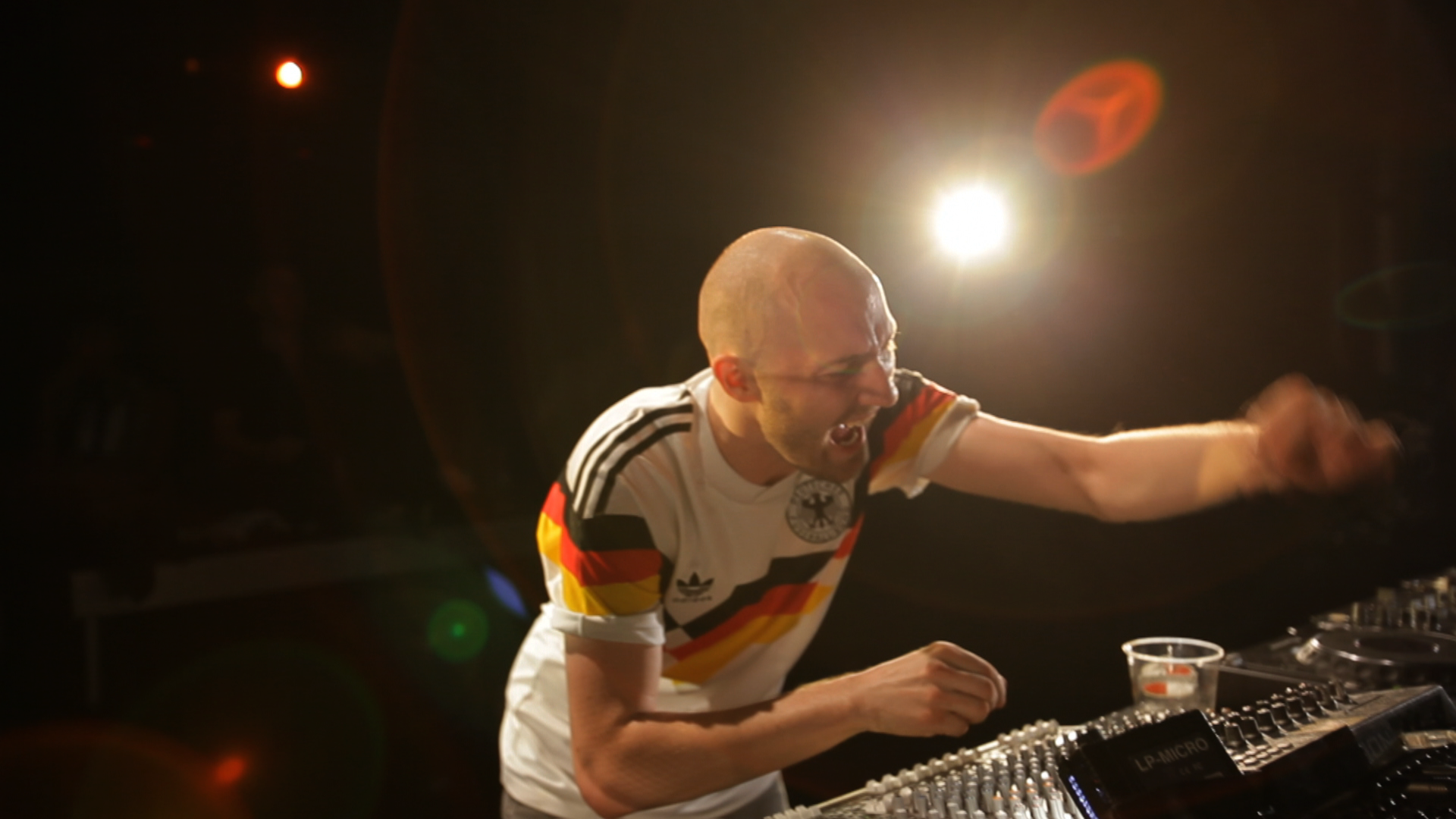
Paul Kalkbrenner (2013)

Paul Kalkbrenner (* 11. Juni 1977 in Leipzig) ist ein deutscher Musiker und Produzent elektronischer Musik. Weil er seine Stücke in Teile zerlegt und auf der Bühne neu zusammenfügt, ist er überwiegend als Liveact tätig und nicht als DJ. Er ist der ältere Bruder des Musikers und Musikproduzenten Fritz Kalkbrenner, mit dem er zusammen den Hit Sky and Sand produzierte. Er veröffentlichte unter seinem bürgerlichen Namen und den Pseudonymen Paul dB+, Kalkito, Ikarus bzw. Ickarus und Grenade.
Für den 2008 erschienenen Film Berlin Calling war Kalkbrenner auch als Schauspieler tätig.

## Leben

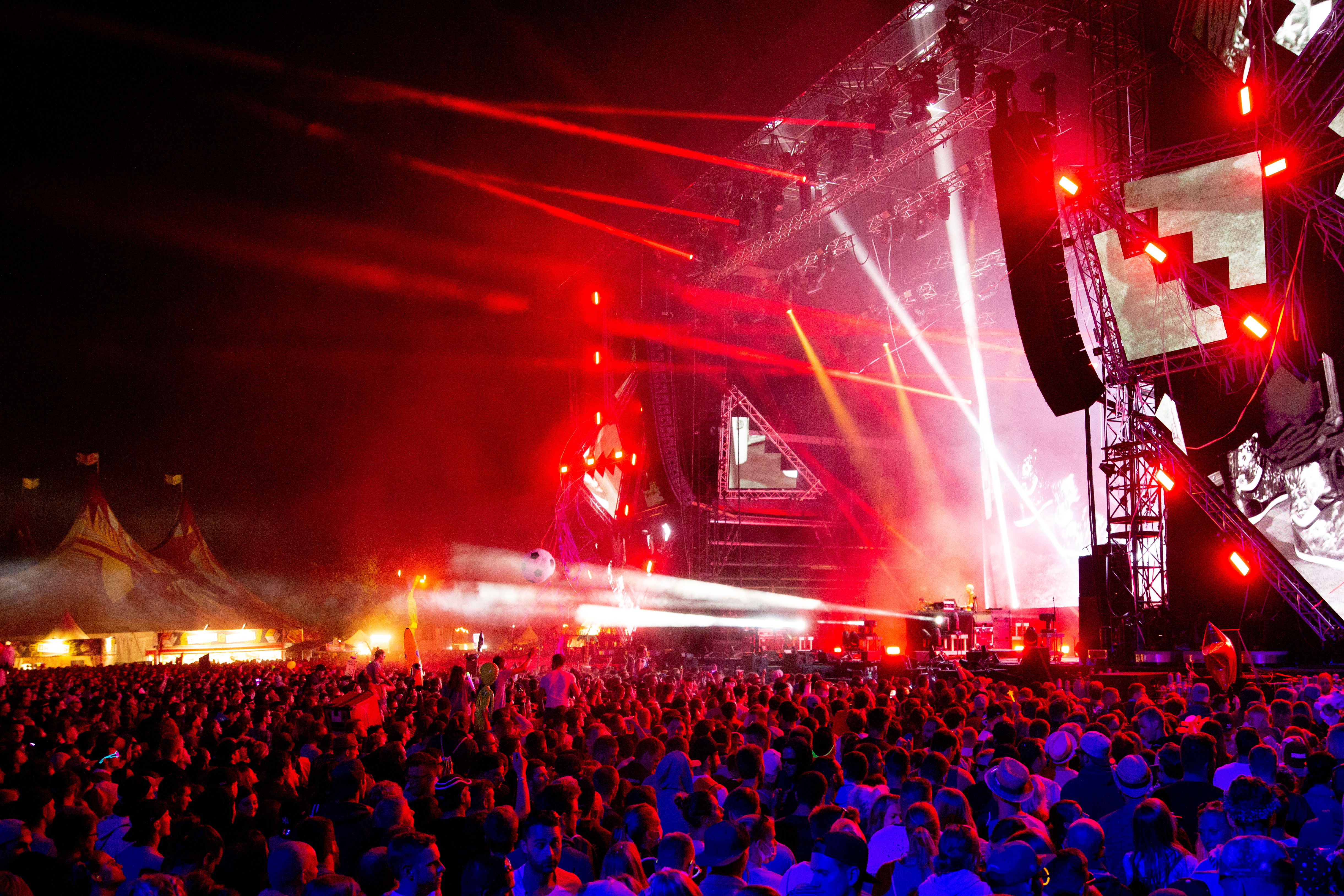
Paul Kalkbrenner auf der Hauptbühne des SonneMondSterne-Festivals, 2018

Kalkbrenner wurde 1977 in Leipzig als Sohn der Journalisten Jörn und Carla Kalkbrenner geboren und wuchs in Berlin-Lichtenberg auf. Sein Großvater war der Maler Fritz Eisel.
Nach einer Ausbildung in Musiktheorie und im Trompetenspiel wandte sich Kalkbrenner, beeinflusst von den Veröffentlichungen der Berliner Moritz von Oswald und Mark Ernestus (Basic Channel), in den frühen 1990er-Jahren dem Dance zu. Gemeinsam mit seinem damaligen WG-Mitbewohner Sascha Funke begann er ab 1992 als DJ in den Jugendclubs der Stadt aufzulegen. Nachdem er 1996 die Georg-Christoph-Lichtenberg-Oberschule ohne Abschluss verlassen hatte, arbeitete er bei verschiedenen Fernsehproduktionen als Editor.

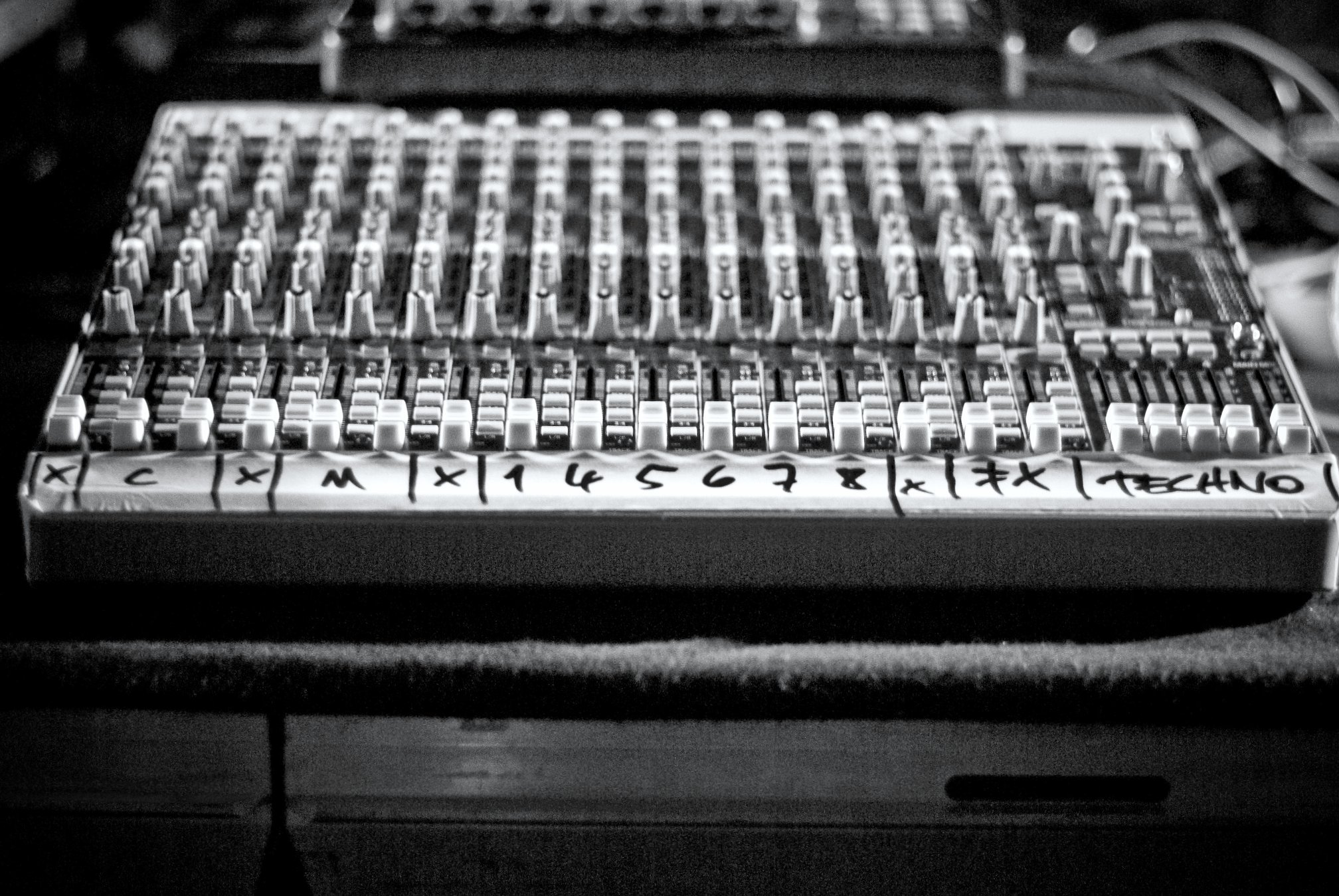
Mixer von Paul Kalkbrenner bei einem Auftritt in der Gasmaschinenzentrale in Unterwellenborn

Im Jahr 1999 veröffentlichte er seine erste EP Largesse unter dem Pseudonym Paul dB+, gefolgt von der Friedrichshain EP auf Ellen Alliens Label BPitch Control.
Sein erstes Album Superimpose erschien 2001. Größere Bekanntheit in der Dance-Szene erreichte er mit seinem 2004 erschienenen dritten Album Self, auf dem Kalkbrenner Downbeat- und Trance-Elemente einsetzte. Das Album erhielt überwiegend gute bis sehr gute Kritiken.
Im Jahr 2008 übernahm Kalkbrenner die Hauptrolle als Berliner DJ Ickarus in Hannes Stöhrs Film Berlin Calling, für den er auch den Soundtrack produzierte. Zuvor hatte er bereits für den Soundtrack zu Stöhrs One Day in Europe Tracks beigesteuert. Den endgültigen Durchbruch erzielte er 2009 mit der aus dem Soundtrack zu Berlin Calling ausgekoppelten Single Sky and Sand, die gemeinsam mit seinem Bruder Fritz Kalkbrenner entstand. Die Single drang in Deutschland mehr als drei Jahre nach ihrer Veröffentlichung bis auf Platz 29 der Single-Charts vor und erzielte auch international Chartplatzierungen. Am 4. Mai 2012 stellte Paul Kalkbrenner mit der Single Sky and Sand einen Rekord auf, da sie insgesamt 107 Wochen in den deutschen Top 100 vertreten war und damit den bisherigen Rekordhalter Ein Stern von DJ Ötzi sowie Last Christmas von Wham! auf die nachfolgenden Plätze verwies. Eine Chartplatzierung von mehr als 107 Wochen ist bis dahin seit 1977 keiner anderen Single gelungen. Insgesamt hielt sich die Single damit 129 Wochen lang dort. Der Soundtrack wurde 2012 mit Platin für über 200.000 verkaufte Exemplare ausgezeichnet.
Im Winter 2010/2011 trat Kalkbrenner ohne Gage im Rahmen eines Truppenbesuchs für Bundeswehrsoldaten in drei Feldlagern in Afghanistan auf, was dem Künstler zum Teil harsche Kritik einbrachte, andererseits aber durch Kollegen wie Hans Nieswandt als „bedeutsames Ereignis“ verteidigt wurde. Kalkbrenner lehnte den Bundeswehr-Einsatz in Afghanistan ab.
Im Jahr 2010 trennte sich der Musiker von BPitch Control und gründete sein eigenes Label Paul Kalkbrenner Musik.
Auf diesem ist Kalkbrenners Album Icke Wieder am 3. Juni 2011 erschienen. Es verpasste nur knapp die Spitze der deutschen Albumcharts.
Am 3. August 2012 veröffentlichte Kalkbrenner seine neue Single Das Gezabel auf Paul Kalkbrenner Musik. Der Track ist ebenfalls auf dem Album Guten Tag vertreten, welches am 30. November 2012 erschien. Am 30. Mai 2014 erschien das Remix-Album x, unter anderem mit Remixes von Pan-Pot und Joris Voorn.
Am 9. November 2014 war Paul Kalkbrenner Teil des Programms bei dem Bürgerfest „25 Jahre Mauerfall“ am Brandenburger Tor, den offiziellen Feierlichkeiten dieses Jubiläums.
2015 gab Paul Kalkbrenner die Zusammenarbeit mit dem Major-Label Sony Music bekannt. Er war der erste Künstler, der Zugang zu dem Archiv von Sony Music erhielt. Für seine Titel durfte er die Original Vocals von Jefferson Airplanes Hit „White Rabbit“, von Luther Vandross’ Klassiker „Never Too Much“ oder D-Trains „You Are The One For Me“ verwenden. Am 7. August 2015 erschien sein siebtes Studio-Album „7“. Es platzierte sich von null auf Platz 1 in Deutschland, Österreich und der Schweiz, auch international war das Album erfolgreich.
Im Juli 2016 veröffentlichte Kalkbrenner das erste Mixtape zu Back To The Future, einem persönlichen Projekt, bei dem er die elektronischen Songs seiner Jugend neu zusammen mixte und kostenlos ins Internet stellte. Die musikalische Chronologie seiner Jugend umfasste insgesamt drei Mixtapes. Die Mixtapes wurden über 1,5 Millionen Mal heruntergeladen. Die Presse reagierte dementsprechend, so beschrieb der amerikanische Rolling Stone es als „Viral, techno history lesson“ und das US-Billboard-Magazin bezeichnete Back To The Future als „work of historical excavation“.

## Privat
Kalkbrenner ist seit dem 25. August 2012 mit der aus Rumänien stammenden DJ Simina Grigoriu verheiratet. Sie heirateten unter Ausschluss der Öffentlichkeit auf Schloss Herzfelde in der Uckermark. Am 20. April 2015 kam eine gemeinsame Tochter zur Welt, im Februar 2021 eine zweite Tochter.

## Diskografie
Studioalben

| Jahr | Titel Musiklabel                          | Höchstplatzierung, Gesamtwochen, AuszeichnungChartplatzierungen (Jahr, Titel, Musiklabel, Platzierungen, Wochen, Auszeichnungen, Anmerkungen) | Höchstplatzierung, Gesamtwochen, AuszeichnungChartplatzierungen (Jahr, Titel, Musiklabel, Platzierungen, Wochen, Auszeichnungen, Anmerkungen) | Höchstplatzierung, Gesamtwochen, AuszeichnungChartplatzierungen (Jahr, Titel, Musiklabel, Platzierungen, Wochen, Auszeichnungen, Anmerkungen) | Anmerkungen                             |
| Jahr | Titel Musiklabel                          | DE | AT | CH | Anmerkungen                             |
| ---- | ----------------------------------------- | --- | --- | --- | --------------------------------------- |
| 2001 | Superimpose BPitch Control                | — | — | — | Erstveröffentlichung: 19. März 2001     |
| 2001 | Zeit BPitch Control                       | — | — | — | Erstveröffentlichung: 1. Oktober 2001   |
| 2004 | Self BPitch Control                       | — | — | — | Erstveröffentlichung: 1. März 2004      |
| 2005 | Maximalive Minimaxima                     | — | — | — | Erstveröffentlichung: 25. November 2005 |
| 2011 | Icke wieder Paul Kalkbrenner Musik        | DE2 Gold · (21 Wo.)DE | AT4 (13 Wo.)AT | CH4 (15 Wo.)CH | Erstveröffentlichung: 3. Juni 2011      |
| 2012 | Guten Tag Paul Kalkbrenner Musik          | DE4 Gold · (16 Wo.)DE | AT8 (9 Wo.)AT | CH1 (12 Wo.)CH | Erstveröffentlichung: 30. November 2012 |
| 2015 | 7 Sony Music                              | DE1 Gold · (25 Wo.)DE | AT1 (6 Wo.)AT | CH1 (12 Wo.)CH | Erstveröffentlichung: 7. August 2015    |
| 2018 | Parts of Life Columbia Records/Sony Music | DE7 (4 Wo.)DE | AT14 (2 Wo.)AT | CH4 (4 Wo.)CH | Erstveröffentlichung: 18. Mai 2018      |

## Filmografie
- 2008: Berlin Calling (Schauspieler und Soundtrack-Komponist)
- 2010: 2010 – A Live Documentary (Tour-Dokumentation)

## Preise und Auszeichnungen
- 2011: Echo: Nominierung als Newcomer des Jahres national
- 2012: Echo: Nominierung in der Kategorie Club/Dance (national oder international)
- 2013: Echo: Nominierung in der Kategorie Club/Dance (national oder international)
- 2016: Echo: Nominierung in der Kategorie Dance national